# بوب إليس
بوب إليس (بالإنجليزية: Bob Ellis)‏ (10 مايو 1942، ليزمور في أستراليا - 3 أبريل 2016 في أستراليا)؛ صحفي وروائي أسترالي.

## روابط خارجية
- بوب إليس على موقع IMDb (الإنجليزية)
- بوب إليس على موقع ألو سيني (الفرنسية)
- بوب إليس على موقع أول موفي (الإنجليزية)
- بوب إليس على موقع قاعدة بيانات الأفلام السويدية (السويدية)
- بوب إليس على موقع قاعدة بيانات الفيلم (الإنجليزية)
- بوب إليس على موقع كينوبويسك (الروسية)